# Filmåret 1917

## Händelser

### April
- 25 april – Thomas Lincoln Tally är på ett möte i New York med och bildar First National Exhibitors Circuit.[1][2]

## Årets filmer

### A - G
- Alexander den Store
- Allt hämnar sig
- Brottmålsdomaren
- Chanson triste
- Den levande mumien
- El Apóstol
- Envar sin egen lyckas smed
- Ett konstnärsöde
- Fru Bonnets felsteg
- För hem och härd
- Förstadsprästen

### H - N
- I mörkrets bojor
- Jungeldrottningens smycke
- Kapten Grogg och Kalle på negerbal
- Kapten Grogg vid Nordpolen
- Löjtnant Galenpanna
- Mellan liv och död
- Miljonarvet
- När Kapten Grogg skulle porträtteras

### O - U
- Paradisfågeln
- Revelj
- Sin egen slav
- Skuggan av ett brott
- Terje Vigen
- Thomas Graals bästa film
- Tösen från Stormyrtorpet

### V - Ö
- Värdshusets hemlighet

## Födda
- 17 januari – M.G. Ramachandran, indisk politiker och filmskådespelare.
- 24 januari – Ernest Borgnine, amerikansk skådespelare.
- 3 februari – Arne Sucksdorff, svensk regissör, manusförfattare, fotograf och dokumentärfilmare.
- 5 februari – Vivica Bandler, finländsk teaterregissör, manusförfattare och teaterchef.
- 6 februari – Zsa Zsa Gabor, ungersk-amerikansk skådespelare.
- 15 februari – Egil Holmsen, svensk regissör, manusförfattare, journalist, författare och skådespelare.
- 27 februari – Börge Krüger, svensk-dansk dansare och skådespelare.
- 12 mars – Fritjof Hellberg, svensk skådespelare.
- 3 maj
  - Gun Robertson, svensk skådespelare.
  - Chris Wahlström, svensk skådespelare.
- 16 maj – George Gaynes, amerikansk skådespelare.
- 21 maj – Raymond Burr, kanadensisk-amerikansk skådespelare (Perry Mason).
- 28 maj – Rune Stylander, svensk skådespelare och regiassistent.
- 31 maj – Eric Sundquist, svensk skådespelare.
- 6 juni – Maria Montez, amerikansk skådespelare.
- 7 juni – Dean Martin, amerikansk sångare och skådespelare.
- 9 juni – Ullastina Rettig, svensk skådespelare.
- 28 juni – Wilfred Burns, brittisk kompositör som bland annat komponerat svensk filmmusik.
- 30 juni – Lena Horne, amerikansk sångerska och skådespelare.
- 2 juli – Stuart Görling, svensk kompositör och arrangör av filmmusik.
- 22 juli – Lothar Lindtner, norsk skådespelare och sångare.
- 3 augusti – Anna-Greta Krigström, svensk skådespelare.
- 15 augusti – Martin Ljung, svensk komiker och skådespelare.
- 17 augusti – John Zacharias, svensk skådespelare, regissör och teaterchef.
- 25 augusti – Mel Ferrer, amerikansk skådespelare.
- 11 september – Herbert Lom, tjeckiskfödd brittisk skådespelare.
- 29 september – Göran Gentele, svensk skådespelare, regissör och manusförfattare.
- 15 oktober – Martin Ljung, svensk komiker och skådespelare.
- 17 oktober – Hans Strååt, svensk skådespelare.
- 21 oktober – Thorbjörn Widell, svensk skådespelare.
- 22 oktober – Joan Fontaine, amerikansk skådespelare.
- 2 november – Inge Ivarson, svensk manusförfattare och filmproducent.
- 30 november – Marianne Nielsen, svensk skådespelare.
- 13 december – Curt Edgard, svensk skådespelare.
- 18 december – Ossie Davis, amerikansk skådespelare, regissör, producent och pjäsförfattare.
- 23 december – Sven Aage Andersen, norsk-svensk skådespelare, sångare, dansare, koreograf, kompositör och sångtextförfattare.
- 25 december – Toivo Pawlo, svensk skådespelare.
- 27 december – Barbro Kollberg, svensk skådespelare.

## Avlidna
- 2 juli – Herbert Beerbohm Tree, 63, brittisk skådespelare och teaterledare.
- 10 juli – Herbert Kelcey, 61, brittisk-amerikansk skådespelare
- 3 september – Albin Lavén, 56, svensk skådespelare.
- 20 december – Eric Campbell, 38, amerikansk skådespelare.

### Fotnoter
1. ↑  Films of the Golden Age Arkiverad 16 december 2004 hämtat från the Wayback Machine.
2. ↑  First National filmography